# خدمات رسانه‌ای بر فراز اینترنت
خدمات رسانه‌ای بر فراز اینترنت (انگلیسی: Over-the-top media service) (OTT) یک سرویس رسانه ای است که مستقیماً از طریق اینترنت به دریافت‌کنندگان ارائه می‌شود. OTT پلتفرم‌های تلویزیون کابلی، پخش و ماهواره را دور می‌زند، مخصوصاً شرکت‌هایی که به‌طور سنتی به عنوان کنترل‌کننده یا توزیع کننده چنین محتوایی عمل می‌کنند.
این اصطلاح بیشتر مترادف با سرویس‌های مبتنی بر اشتراک ویدیو بر اساس تقاضا (SVoD) است که دسترسی به محتوای فیلم و تلویزیون (از جمله سریال‌های موجود که از تولیدکنندگان دیگر به‌دست‌آمده‌اند، و همچنین محتوای اصلی تولید شده به‌ویژه برای این سرویس) را ارائه می‌دهد.

## زمینه
در پخش، خدمات رسانه‌ای بر فراز اینترنت  به محتوای صوتی، تصویری و سایر رسانه‌هایی گفته می‌شود که از طریق اینترنت بدون دخالت یک اپراتور چند سیستم (MSO) در کنترل یا توزیع محتوا ارائه می‌شوند. ارائه‌دهنده اینترنت ممکن است از محتویات بسته‌های پروتکل اینترنت (IP) مطلع باشد اما مسئولیتی در قبال توانایی‌های مشاهده، حق نسخه‌برداری و/یا دیگر توزیع مجدد محتوا ندارد و قادر به کنترل آن هم نیست. این مدل با خرید یا اجاره محتوای ویدیویی یا صوتی از یک ارائه‌دهنده خدمات اینترنتی (ISP)، مانند تلویزیون پولی، ویدیوی درخواستی، و از تلویزیون پروتکل اینترنت (IPTV) در تضاد است. OTT به محتوای یک شخص ثالث اشاره دارد که به کاربر نهایی تحویل داده می‌شود و ISP صرفاً بسته‌های IP را منتقل می‌کند.

## دسته بندی های موجود
SVOD به عنوان مثال نتفلیکس و بلو تی وی و پوهو تی وی و اکسسن
AVOD مخفف لغت Advertising VOD از یوتیوب می توان به عنوان بزرگترین مثال نام برد 
TVOD  به عنوان مثال آی تیونز